# Ntchisi
Ntchisi är ett av Malawis 28 distrikt och ligger i Central Region. Huvudort är Ntchisi. Både huvudorten och distriktet hade tidigare namnet Visanza.